# لايلي آدامز
لايلي آدامز (بالإنجليزية: Lyle Adams)‏ (19 ديسمبر 1986 بكينغستون في جامايكا - ) هو لاعب كرة قدم جامايكي في مركز الدفاع. لعب مع دي.سي. يونايتد وSalem City FC ‏ وOrlando City U-23 ‏ وAustin Aztex FC ‏.

## وصلات خارجية
- لايلي آدامز على موقع قاعدة بيانات كرة القدم.إي يو (الإنجليزية)